# Вітторія Колонна
Вітторія Колонна (італ. Vittoria Colonna; квітень 1492 року — 25 лютого 1547 року) — маркіза Пескара, італійська дворянка та поетеса. Як освічена одружена дворянка, Колонна налагодила стосунки в інтелектуальних колах Іскія та Неаполя. Її рання поезія почала привертати увагу наприкінці 1510-х років, і зрештою стала однією з найпопулярніших поетес Італії XVI століття. Після смерті чоловіка знайшла притулок у монастирі в Римі. Залишалася мирянкою, але пережила сильне духовне оновлення і була відданою релігії до кінця життя. Також відомо, що Колонна була музою скульптора та поета Мікеланджело Буонарроті.

## Молодість і шлюб
Вітторія Колонна народилася в Марино 1492 року, у родинному феоді Колонна в Альбанських пагорбах, поблизу Риму, дочкою Фабріціо Колонна, великого коннетабля Неаполітанського королівства, і Аньєзе да Монтефельтро, дочки Федеріко да Монтефельтро, герцога Урбінського. 1495 року у віці 3 років її заручили з Фернандо Франческо д'Авалосом («Ферранте»), сином маркізи Пескара, за наполяганням Фердинанда, короля Неаполя.
У 1501 році володіння та землі родини Колонна конфіскував папа Олександр VI, і сім'я переїхала на острів Іскія, маєтність нареченого Колонна. На Іскії Колонна отримала типову гуманістичну освіту в галузі літератури та мистецтва від Констанци д’Авалос, герцогині Франкавілла, тітки її нареченого, яка мала літературний гурток. У Вітторії було багато залицяльників, у тому числі герцоги Савойський і Браганський, але вона стала дружиною д'Авалоса на острові Іскія 27 грудня 1509 року.
Пара жила разом на Іскії до 1511 року, коли чоловік запропонував свій меч Камбрейській лізі. Він потрапив у полон у 1512 році в битві при Равенні і відправлений до Франції. Протягом місяців ув'язнення та довгих років кампанії за його звільнення, Колонна та д'Авалос листувалися у найпристраснішій формі як у прозі, так і у віршах, але збереглося лише одне поетичне «Послання» (італ. Epistle) від неї до чоловіка. Джозеф Ґібальді (італ. Joseph Gibaldi) зазначив, що вірш Вітторії до Ферранте є прямим наслідуванням твору «Героїди» Овідія, в якому відомі жінки античності, такі як Дідона та Медея, звертаються зі скаргами до своїх відсутніх коханців. Оскільки це єдиний збережений вірш Вітторії Колонна за період до смерті її чоловіка, деякі сумніваються, чи її пристрасні вірші відображали справжню пристрасть до чоловіка, чи були стильною реакцією на певну подію. Також відомо, що її чоловік мав роман з однією із фрейлін Ізабелли д'Есте .
Між 1516 і 1522 роками Колонна втратила трьох членів своєї родини. Її молодший брат, Федеріко, помер у 1516 році, а потім її батько, Фабріціо, у 1520 році, та її мати, Аньєзе, у 1522 році.
Колонна і д'Авалос рідко бачилися під час шлюбу, оскільки він був одним із найактивніших капітанів імператора Карла V. Однак впливу Колонна було достатньо, щоб утримати її чоловіка від приєднання до передбачуваної ліги проти імператора після битви при Павії (1525) і змусити його відмовитися від корони Неаполя, яку йому запропонували як ціну за його зраду французів.
Літо 1525 року Колонна провела в замку свого батька в Марино, де захворіла, і страждала від наслідків хвороби до кінця свого життя. Саме в той час вона отримала ранню рукописну копію «Книги придворного» Балтазара Кастільйоне, яку розповсюдила Неаполем. 21 вересня Кастільйоне написав їй листа, в якому скаржився, що таким чином вона дозволила частково переписати неопубліковану роботу, а піратська версія підштовхнула Кастільйоне прискорити публікацію своєї книги.

## Політична та творча діяльність (1525—1547)
3 грудня 1525 року чоловік Вікторії Колонна помер у Мілані від ран, отриманих у битві при Павії. Колонна, яка поспішала до нього, отримала звістку про його смерть у Вітербо. Вона зупинилася там і пішла до церкви Сан-Сильвестро-ін-Капіте в Римі, де був монастир ордена Санта-К'яра. Її прохання прийняти обітниці та вступити до монастиря відхилили папа Климент VII і її брат Асканіо, і вона повернулася на Іскію, де залишалася кілька років. Абіґейл Брундін запропонувала пояснення мотивації Климента та Асканіо відмовити в проханні Колонни тим, що вони сподівалися на її майбутній шлюб, щоб створити ще один бажаний політичний союз. Проте вона відмовила кільком залицяльникам і присвятила себе поезії.
Пограбування Рима дало родині Колонна можливість покращити стосунки з папою Медічі, Климентом VII, запропонувавши допомогу римському населенню. Однак, коли французька армія напала на Неаполь, увесь дім Авалосів сховався на острові Іскія.
Через 9 місяців після пограбування папського міста історик Паоло Джовіо прибув на Іскія на запрошення Колонна, де він залишався до 1528 року. Під час свого перебування на острові він написав свій неопублікований «Dialogus de viris ac foeminis aetate nostra florentibus», дія якого відбувається на Іскія між кінцем вересня та початком грудня 1527 року. У третій книзі діалогу Джовіо вмістив десятисторінковий енкомій для Колонна.
У 1529 році Колонна повернулася до Риму і провела наступні кілька років, подорожуючи між цим містом, Орв'єто, Іскією та іншими місцями. Крім того, вона намагалася виправити помилки покійного чоловіка, попросивши родину Авалос повернути абатству Монтекассіно частину незаконно захопленої землі.

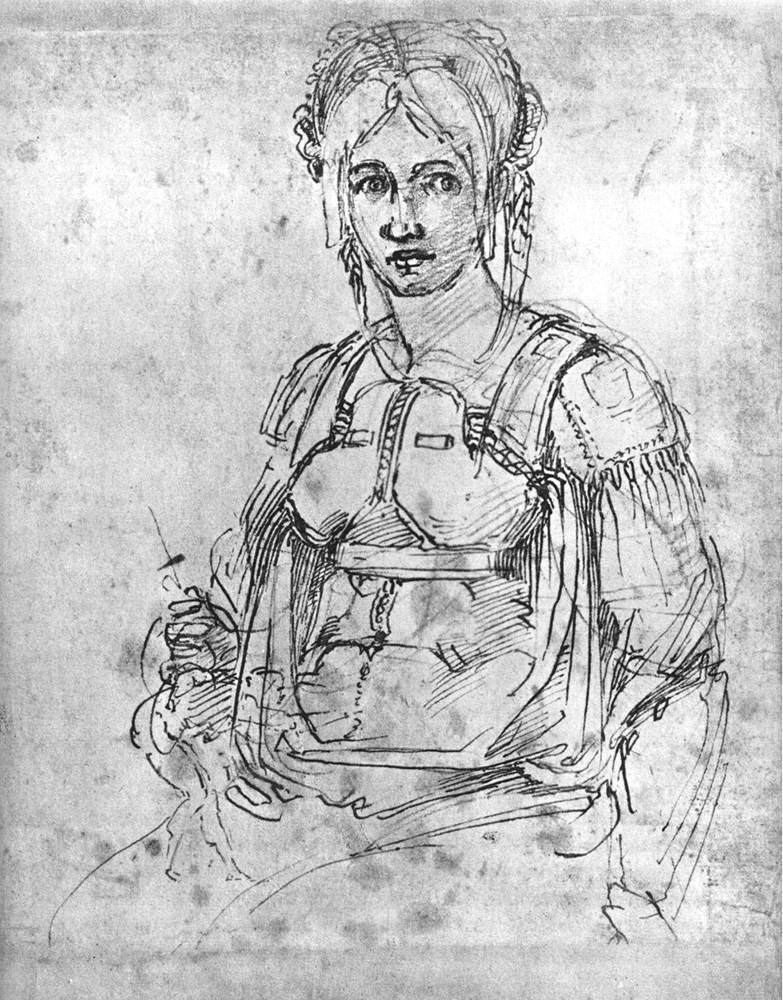
«Вітторія Колонна». Малюнок Мікеланджело. Вітторії тоді було приблизно 50, а Мікеланджело — 65 років

У 1532 році, перед смертю, двоюрідний брат Вітторії Колонни кардинал Помпео Колонна присвятив їй трактат Apologia mulierum (укр. Жіноча апологія), за яким жінки повинні брати участь у державних посадах і магістратурах.
У 1535 році її невістка, Джованна д'Араґона, розлучилася з братом Колонни Асканіо і приїхала на острів Іскія. Колонна намагалася їх примирити, але хоча Джованна відмовилася, обидві жінки зблизилися, підтримали релігійного письменника Хуана де Вальдеса та намагалися заступитися за Асканіо, коли той відмовився платити податок на сіль папі Павлу III.
У 1537 році Колонна була у Феррарі, де знайшла багато друзів і допомогла заснувати монастир капуцинів на прохання ченця-реформатора Бернардіно Очіно, який пізніше став протестантом.
У віці 46 років, в 1536 році, вона повернулася в Рим, де завоювала повагу кардиналів Реджинальда Поула і Контаріні і стала об'єктом пристрасної дружби з боку 61-річного Мікеланджело. Скульптор присвятив їй кілька своїх найкращих сонетів, робив для неї малюнки і проводив довгі години в її компанії. Вона створила для нього подарунковий рукопис духовної поезії. Її переїзд до Орв'єто і Вітербо в 1541 році у зв'язку з повстанням її брата проти Павла III не спричинив жодних змін у їхніх стосунках, і вони далі зустрічалися й листувалися, як і раніше.
8 травня 1537 року вона прибула до Феррари з кількома іншими жінками з наміром продовжити подорож до Венеції, а потім до Святої Землі. Здоров'я змусило Вітторію залишитися у Феррарі до лютого наступного року. Друзі відмовили її від подорожі до Святої Землі, і вона повернулася до Риму в 1538 році.
Колонна повернулася до Риму в 1544 році, залишившись, як завжди, в монастирі Сан-Сільвестро, де померла 25 лютого 1547 року.
Серед її друзів-літераторів були П'єтро Бембо, Луїджі Аламанні, Балтазар Кастільйоне та герцогиня Маргарита I. Вона також підтримувала близькі стосунки з багатьма членами італійського реформаторського руху, такими як П'єтро Карнесеккі та Очіно, але померла до того, як церковна криза в Італії стала гострою. Хоча вона була прихильницею релігійної реформи, немає підстав вважати, що її релігійні переконання були несумісними з переконаннями католицької церкви і що вона колись стала протестанткою.

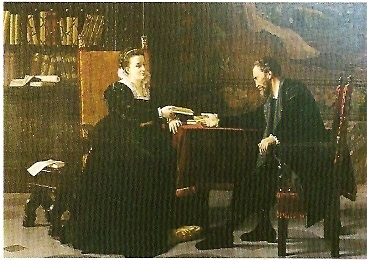
«Мікеланджело зустрічає Вітторію Колонна». Франческо Яковаччі
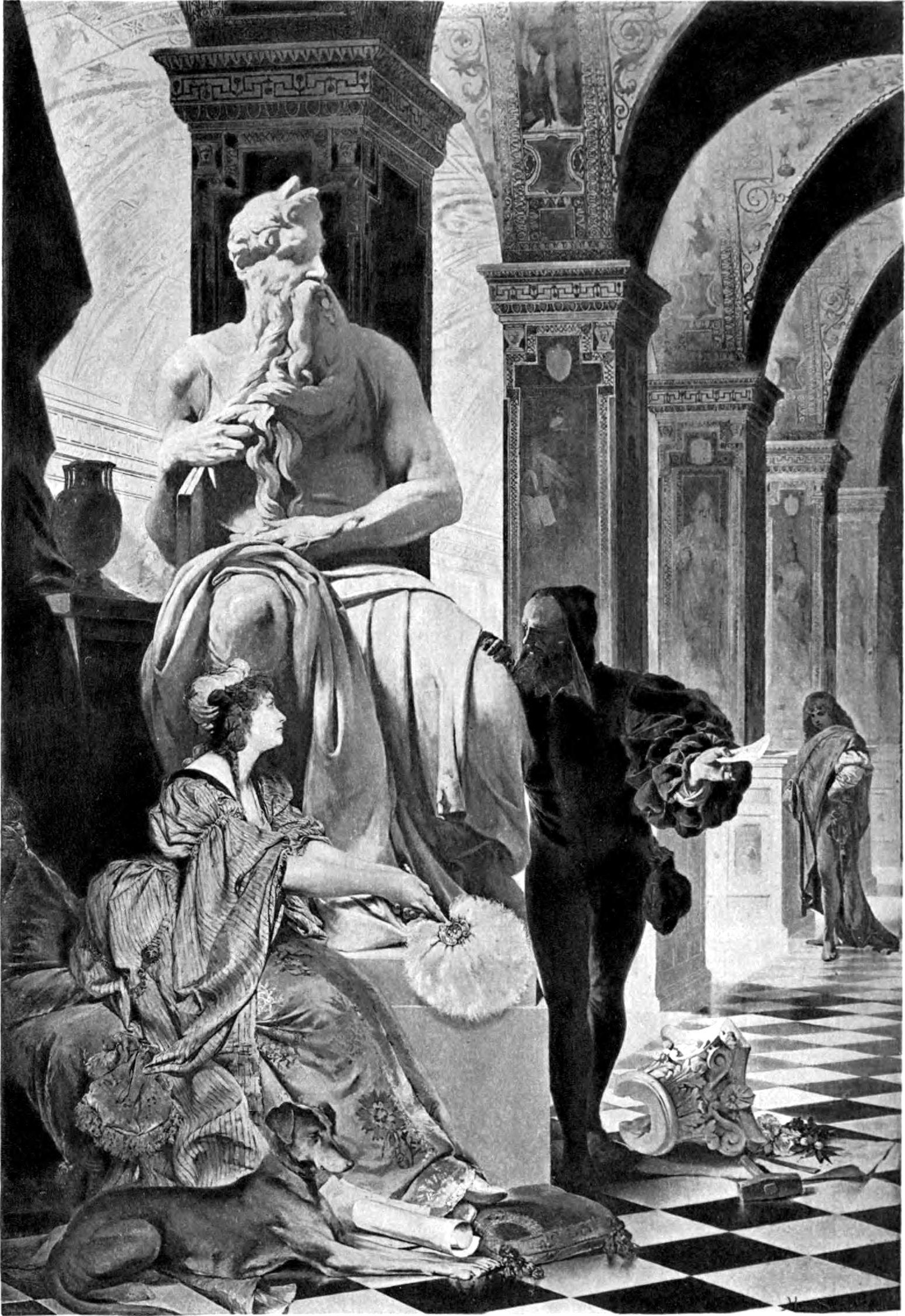
«Мікеланджело та Вітторія Колонна». Герман Шнайдер
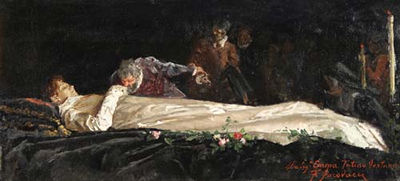
«Мікеланджело біля тіла Вітторії Колонна». Франческо Яковаччі (1880)

## Спадщина
Хоча довго вважалося, що поезія Вітторії Колонна вийшла з моди після XVI століття, відтоді її поезію перевидавали кожне століття, часто в кількох виданнях. Доведено, що її «Рими любовні» (італ. Rime amorose) надихнули іспано-неаполітанського поета Франсіско де Альдана, родина якого мала зв'язки з родиною Колонна.

## Список робіт

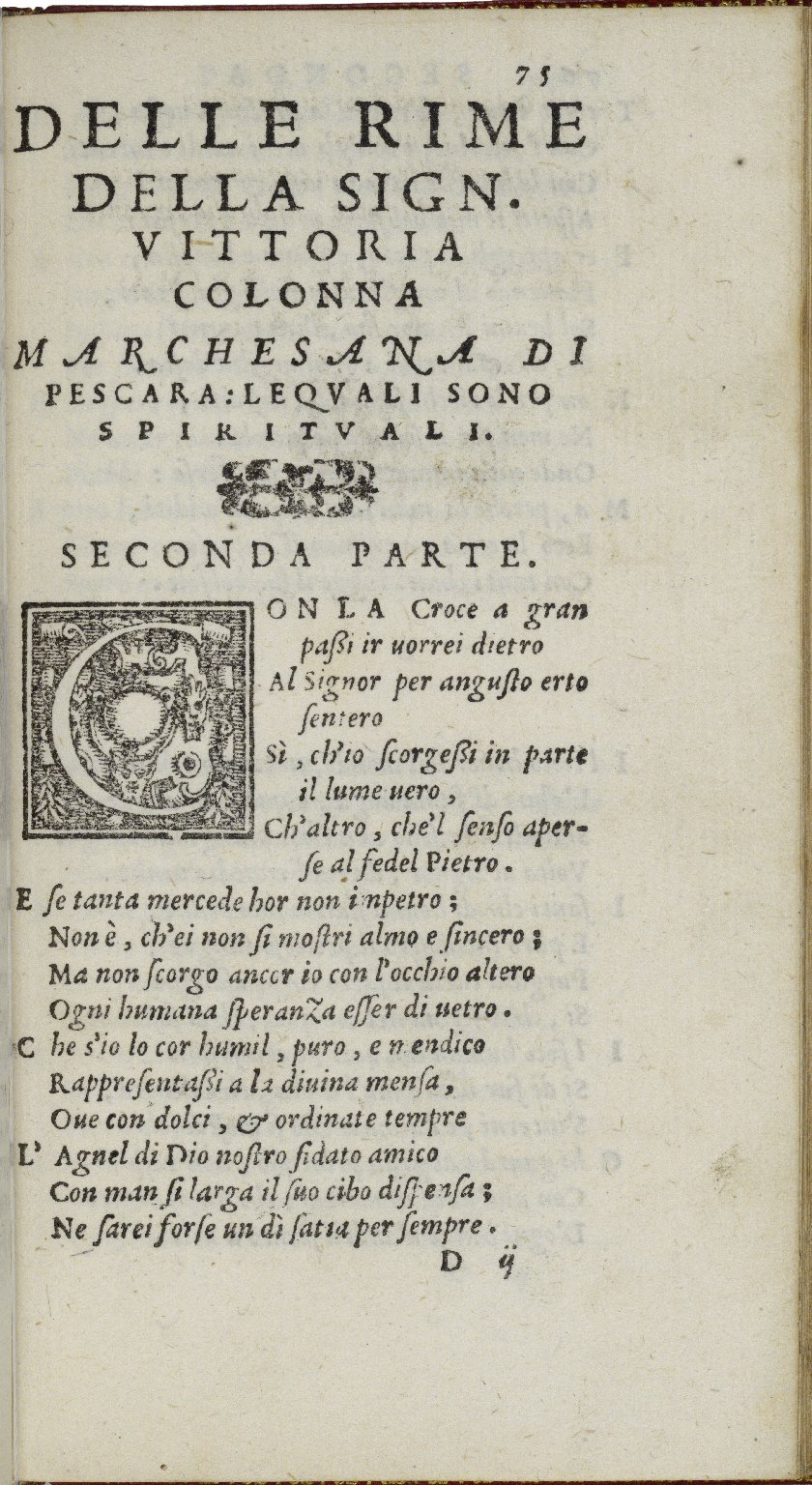
Титульна сторінка поезії Колонна (видання 1559 року)

### Поезія
- Rime de la Divina Vittoria Colonna Marchesa di Pescara. Nuovamente stampato con privilegio (італ.), Parma: Al Dottisimo Messer Allessandro Vercelli Philippo Pirogallo, 1538
- Rime de la Diva Vettoria [sic] Colonna, De Pescara inclita Marchesana, Nuovamente [sic] aggiuntovi. XVI. Sonetti Spirituali, & le sue stanze (італ.), Florence: Nicolo d'Arisotile, detto il Zoppino, da Ferrara, 1539
- Rime de la Divina Vettoria [sic] Colonna de pescara inclita Marchesana nuovamente aggiuntovi XXIIII. sonetti Spirituali, & le sue stanze, & uno triompho de la croce di Christo non-piu stampato con la sua tavola (італ.), Venice: Per Comin de Trino ad instantia de Nicolo d'Aristotile detto Zoppino, 1540
- Dichiaratione fatta sopra la seconda parte delle Rime della Divina Vittoria Colonna [sic] Marchesana di Pescara. Da Rinaldo Corso... (італ.), Bologna: Gianbattista de Phaelli, 1543
- Le rime spirituali della illustrissima Signora Vittoria Colonna Marchesana di Pescara (італ.), Venice: Vincenzo Valgrisi, 1546

#### Опубліковано посмертно

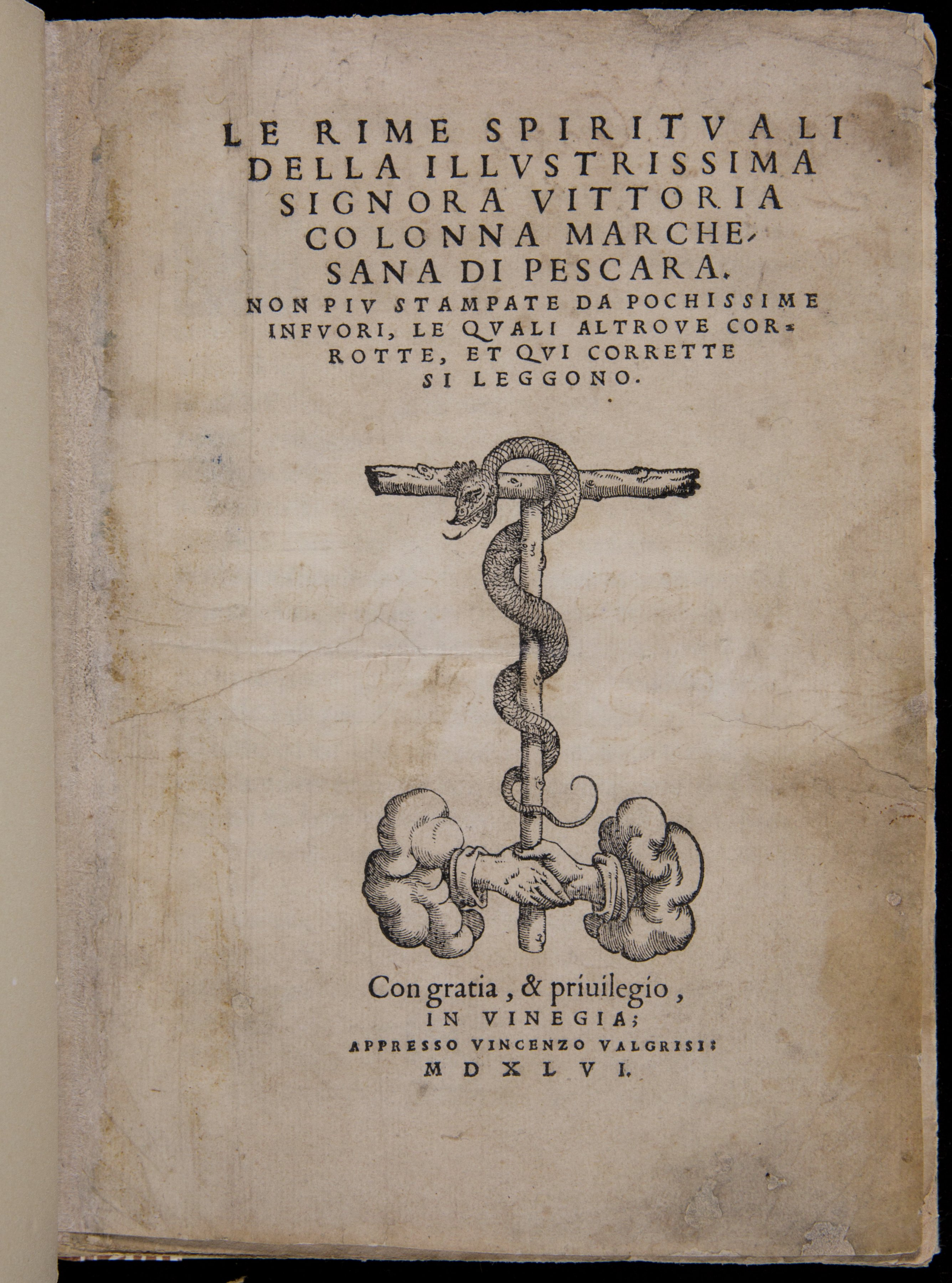
Le Rime Spiritvali Della Illvstrissima

- Le rime della Sig. Vittoria Colonna Marchesana Illustrissima di Pescara. Correte per M. Lodovico Dolce (італ.), Venice: Gabriel Giolito de Ferrari et Fratelli, 1552
- Pianto della Marchesa di Pescara sopra la passione di Christo. Oratione della medesima sopra l'Ave Maria... etc (італ.), Bologna: Manutio, 1557
- Tutte le Rime della Illustriss. et Eccellentiss. Signora Vittoria Colonna, Marchesana di Pescara. Con l'Espositione del Signor Rinaldo Corso, nuovamente mandate in luce da Girolamo Ruscelli (італ.), Venice: Giovan Battista et Melchior Sessa Fratelli, 1558
- Pianto della Marchesa di Pescara, sopra la Passione di Christo, con una Oratione della medesima, sopra l'Ave Maria. Oratione fatta il venerdi santo, sopra la passione di Christo (італ.), In Vinegia appresso Gabriel Giolito de' Ferrari, 1563
- Quattordeci sonetti spirituali della illustrissima et eccellentissima divina Vittoria Colonna d'Avalos de Aquino Marchesa di Pescara (італ.), Venice: Scotto, 1580
- Rime spirituali della S. Vittoria Colonna, Marchesana Illustrissima di Pescara (італ.), Verona: Discepoli, 1586
- Alan Bullock, ред. (1982), Rime (італ.), Rome: Laterza
- Tobia R. Toscano, ред. (1998), Sonetti in morte di Francesco Ferrante d'Avalos, marchese di Pescara: edizione del ms. XII.G.43 della Biblioteca Nazionale di Napoli (італ.), Milan: Mondadori
- Abigail Brundin, ред. (2005), Sonnets for Michelangelo (англ.) (італ.), Chicago, IL: University of Chicago Press

## Для подальшого читання
- Jerrold, Maud F. (1906), Vittoria Colonna: With Some Account of Her Friends and Her Times, London: Dent
- Lefèvre-Deumier, Jules (1856), Vittoria Colonna (фр.), Paris: L. Hachette
- Och, Marjorie (1993). Art Patronage and Religious Reform in Sixteenth-Century Rome. Diss. Bryn Mawr College.
- Och, Marjorie (2002). "Portrait Medals of Vittoria Colonna: Representing the Learned Woman, " in Women as Sites of Culture: Women's Roles in Cultural Formation from the Renaissance to the 20th Century, ed. Susan Shifrin, pp. 153-66. Aldershot, Hampshire, England: Ashgate. Collected in Literature Criticism from 1400 to 1800, pp. 30-36, ed. Lawrence J. Trudeau. Farmington Hills, MI: Gale, 2013.
- Och, Marjorie (2001). "Vittoria Colonna and the Commission for a Mary Magdalen by Titian, " in Beyond Isabella: Secular Women Patrons in Renaissance Italy, eds. S. Reiss and D. Wilkins, pp. 193—223. Kirksville, MO: Truman State University Press; reprinted 2002.
- Och, Marjorie (2011). «Vittoria Colonna in Giorgio Vasari's Life of Properzia de’ Rossi,» in Wives, Widows, Mistresses, and Nuns in Early Modern Italy, ed. Katherine McIver.  Aldershot, Hampshire, England: Ashgate.
- Roscoe, Maria. Vittoria Colonna: her Life and Poems. 1868
- Targoff, Ramie (2018), Renaissance Woman: The Life of Vittoria Colonna, New York: Farrar, Straus & Giroux
- Trollope, Thomas Adolphus (1859), Life of Vittoria Colonna, Boston, MA: Houghton, Mifflin and Co.
- Wyss, Johann J. (1916), Vittoria Colonna: Leben, Wirken, Werke, eine Monographie (нім.), Frauenfeld: Huber & Co.